# Populous (architectes)
Pour les articles homonymes, voir Populous (homonymie).
Populous, anciennement connu sous le nom de HOK Sport Venue Event, est un cabinet d'architecture américain spécialisée dans les installations sportives. Son siège est situé à Kansas City. Il était auparavant une division de l'agence d'architecture Hellmuth, Obata & Kassabaum (HOK).

## Histoire
L'histoire de l'entreprise remonte à 1983 avec la fondation de la division des équipements sportifs de l'agence d'architecture Hellmuth, Obata & Kassabaum (HOK).
En 1998, cette division de HOK fusionne avec Lobb Sports Partnership, entité créée en 1953, créant un nouvel ensemble employant 300 personnes à Londres, Kansas City et Sydney. Au moment de la fusion, cette division de HOK avait un chiffre d'affaires de 49 millions de dollars et Lobb Sports Partnership avait un chiffre d'affaires de 5 millions de dollars.
En 2002, cette même division de HOK annonce fusionner ses activités avec Anderson Consulting Team. Au moment de cette fusion, cette division de HOK avait un chiffre d'affaires de 61 millions de dollars.
Populous était jusqu'en 2009 une division de l'agence d'architecture Hellmuth, Obata & Kassabaum (HOK), au moment de son rachat par ses dirigeants et de son changement de nom, l'entreprise a un chiffre d'affaires de 154 millions de dollars en 2007.
Durant les années 2000, Populous a conçu pour les  Jeux olympiques d'été de 2000 à Sydney, l'ANZ Stadium, puis il a conçu pour les  Jeux olympiques d'été de 2012 à Londres le Stade olympique de Londres et pour les  Jeux olympiques d'hiver de 2014 le Stade olympique Ficht. Elle participe aussi en tant qu'architecte au projet de la Philippine Arena (2011-2014). Au total l'entreprise a participé en 2016, à la conception des installations sportives de 13 Jeux olympiques et de 7 Jeux para-olympiques.
En parallèle, Populous a conçu dans le domaine du football le Wembley Stadium, construit en 2007, le stade Arena das Dunas pour la Coupe du monde de football de 2014,. Dans le domaine du baseball, en 2017, Populous a conçu 20 des 30 stades de la Ligue majeure de baseball.
Il est notoire en France pour la conception du Parc Olympique lyonnais, ainsi que des certaines infrastructures sportives des futurs Jeux olympiques de Paris de 2024, en collaboration avec Egis.

## Bureaux
- Kansas City, Missouri, États-Unis (Siège)
- Denver, Colorado, États-Unis
- Knoxville, Tennessee, États-Unis
- Nashville, Tennessee, États-Unis
- Londres, Royaume-Uni
- Brisbane, Queensland, Australie

## Projets

### Sport

#### Arènes
- Bradley Center - Milwaukee, Wisconsin, États-Unis - NBA Milwaukee Bucks (1988)
- Ervin J. Nutter Center - Dayton, Ohio, États-Unis - NCAA Wright State Raiders (1990)
- Honda Center - Anaheim, Californie, États-Unis - LNH Ducks d'Anaheim (1993)
- National Cycling Center - Manchester, Angleterre, Royaume-Uni (1994)
- Bridgestone Arena - Nashville, Tennessee, États-Unis - LNH Predators de Nashville (1996)
- The E Center - West Valley City, Utah, États-Unis - IHL Grizzlies de l'Utah, 2002 Winter Olympics (1997)
- Centre Air Canada - Toronto, Ontario, Canada - NBA Toronto Raptors, LNH Maple Leafs de Toronto (1999)
- Xcel Energy Center - St. Paul, Minnesota, États-Unis - LNH Wild du Minnesota, NLL Minnesota Swarm (2000)
- GIANT Center - Hershey, Pennsylvanie, États-Unis - AHL Hershey Bears (2002)
- Taipei Arena - Taipei, Taïwan (2002)
- Toyota Center - Houston, Texas, États-Unis - WNBA Houston Comets, NBA Houston Rockets, AHL Houston Aeros (2003)
- Pepsi Center - Denver, Colorado, É-U - NBA Denver Nuggets, LNH Avalanche du Colorado
- Powerade Iceport - Cudahy, Wisconsin, États-Unis (2004)
- Mizzou Arena - Columbia, Missouri, États-Unis - NCAA Missouri Tigers (2005)
- O2 Arena - Londres, Angleterre (2007)
- Mercedes-Benz Arena - Berlin, Allemagne - ALBA Berlin, Eisbären Berlin (2008)
- T-Mobile Arena - Las Vegas, Golden Knights de Vegas (2016)
- UBS Arena - New York, Islanders de New York (2021)
- LDLC Arena - Lyon, France - LDLC ASVEL (2023)

#### Stades de baseball
- Stanley Coveleski Regional Stadium - South Bend, Indiana, États-Unis - South Bend Silver Hawks A (1987)
- Dunn Tire Park - Buffalo, New York, États-Unis - Bisons de Buffalo AAA (1988)
- U.S. Cellular Field - Chicago, États-Unis - MLB White Sox de Chicago (1991)
- Camden Yards - Baltimore, États-Unis - MLB Orioles de Baltimore (1992)
- Jacobs Field - Cleveland, États-Unis - MLB Indians de Cleveland (1994)
- Coors Field - Denver, États-Unis - MLB Rockies du Colorado (1995)
- Durham Bulls Athletic Park - Durham, Caroline du Nord, États-Unis - Durham Bulls AAA (1995)
- Baum Stadium - Fayetteville, Arkansas, États-Unis - NCAA Arkansas Razorbacks (1996)
- Victory Field - Indianapolis, États-Unis - IUPUI Jaguars Baseball, Indians d'Indianapolis AAA (1996)
- Comerica Park - Détroit, Michigan, États-Unis - MLB Tigers de Détroit (2000)
- Minute Maid Park - Houston, Texas, États-Unis - MLB Astros de Houston (2000)
- AT&T Park - San Francisco, Californie, États-Unis - MLB Giants de San Francisco (2000)
- PNC Park - Pittsburgh, Pennsylvanie, États-Unis - MLB Pirates de Pittsburgh (2001)
- Great American Ball Park - Cincinnati, Ohio États-Unis - MLB Reds de Cincinnati (2003)
- Citizens Bank Park - Philadelphie, Pennsylvanie, États-Unis - MLB Phillies de Philadelphie (2004) Joint project with Ewing Cole Cherry Brott of Philadelphia
- Busch Stadium - St. Louis, Missouri, États-Unis - MLB Cardinals de Saint-Louis (2006)
- Dow Diamond - Midland, Michigan, États-Unis - Great Lakes Loons A (2007)
- Nationals Ballpark - Washington, D.C., États-Unis - MLB Nationals de Washington (2008)
- Citi Field - Willets Point-Flushing, Queens, New York, États-Unis - MLB Mets de New York (2009)
- Yankee Stadium - Bronx, New York, États-Unis - Yankees de New York (2009)
- Target Field - Minneapolis, Minnesota, États-Unis - MLB Twins du Minnesota (2010)
- Marlins Park - Miami, Floride, États-Unis - MLB Marlins de Miami (2012)
- SunTrust Park - Atlanta, Géorgie, États-Unis - MLB Braves d'Atlanta (2017)

#### Omnisports
- Alamodome - San Antonio, Texas, États-Unis (1993)
- Hong Kong Stadium - So Kon Po, Hong Kong (1994)
- University of Houston Athletics and Alumni Center - Houston, Texas, États-Unis (1995)
- Pennsylvania State University Training Facility - University Park, Pennsylvania, États-Unis (1999)
- Stade du Centre sportif olympique de Nankin - Nanjing, China (2004)

#### Stades
- Dolphin Stadium - Miami Gardens, Floride, États-Unis - NFL Dolphins de Miami, MLB Florida Marlins (1987)
- Florida Field at Ben Hill Griffin Stadium - Gainesville, Floride, États-Unis - NCAA Florida Gators (1991)
- Bank of America Stadium - Charlotte, Caroline du Nord, États-Unis - NFL Panthers de la Caroline (1996)
- FedExField - Landover, Maryland, États-Unis - NFL Redskins/Commanders de Washington (1997)
- LP Field - Nashville, Tennessee, États-Unis - NFL Titans du Tennessee (1999)
- Cleveland Browns Stadium - Cleveland, Ohio, États-Unis - NFL Browns de Cleveland (1999)
- ANZ Stadium - Sydney, Nouvelle-Galles-du-Sud, Australie - Jeux olympiques d'été de 2000 (1999)
- Millennium Stadium - Cardiff, Pays de Galles, Royaume-Uni (1999)
- Westpac Stadium Wellington, Nouvelle-Zélande (2000)
- NRG Stadium - Houston, Texas, États-Unis - NFL Texans de Houston (2002)
- Portman Road - Ipswich, Angleterre - Ipswich Town (2002)
- Stade de l'Algarve - Faro, Portugal - SC Farense et Louletano DC (2004)
- Estádio da Luz - Lisbonne, Portugal - Benfica Lisbonne (2004)
- State Farm Stadium - Glendale, Arizona, États-Unis - NFL Cardinals de l'Arizona (2006)
- Emirates Stadium - Londres, Angleterre - Arsenal FC (2006)
- Paetec Park - Rochester, États-Unis - United Soccer Leagues Rochester Raging Rhinos (2006)
- Wembley Stadium - Londres, Angleterre (2007)
- TCF Bank Stadium - Minneapolis, Minnesota, États-Unis - University of Minnesota Football (2009)
- Ak Bars Arena - Kazan, Russie - Rubin Kazan (2013)
- Estadio BBVA Bancomer - Monterrey, Mexique - CF Monterrey (2014)
- Incheon Asiad Main Stadium - Incheon, Corée du Sud (2014)
- Groupama Stadium - Lyon, France - Olympique lyonnais (2016)
- Tottenham Hotspur Stadium - Londres, Angleterre - Tottenham Hotspur (2019)
- Stade Hassan II - Benslimane, Maroc - Raja CA et Wydad AC (date prévisionnel 2028)

#### Palais des congrès (Convention centers)
- George R. Moscone Convention Center - San Francisco, Californie, États-Unis (1981)
- America's Center - St. Louis, Missouri, États-Unis - (1995)
- Anaheim Convention Center Expansion - Anaheim, Californie, États-Unis (2001)
- Fort Worth Convention Center - Fort Worth, Texas, États-Unis (2003)
- Grand River Event Center - Dubuque, Iowa, États-Unis (2003)
- Peoria Civic Center Expansion - Peoria, Illinois, États-Unis (2007)
- Phoenix Convention Center - Phoenix, Arizona, États-Unis (2008)

#### Civic Centers
- Evansville Auditorium and Civic Center - Evansville, Indiana, États-Unis (1998)
- Plano Centre - Plano, Texas, États-Unis (1990)
- North Charleston Convention Center and Performing Arts Center - N. Charleston, South Carolina, États-Unis (1999)
- Iowa Events Center - Des Moines, Iowa, États-Unis (2005)

#### Exhibition Halls
- Palmetto International Exposition Center - Greenville, Caroline du Sud, États-Unis (1994)
- Northern Kentucky Convention Center - Covington, Kentucky, États-Unis (1998)

#### Conference Centers
- MGM Grand Conference Center - Las Vegas, États-Unis (1998)

## Événements

### Jeux olympiques
- 1996 Atlanta, Georgie, États-Unis
- 2000 Sydney, NSW, Australie
- 2002 Salt Lake City, Utah, États-Unis
- 2004 Athènes, Grèce
- 2006 Turin, Italie
- 2008 Beijing, Chine
- 2010 Vancouver, BC, Canada
- 2012 Londres, England, UK
- 2014 Sotchi, Russie (BID)

### National Football League
- 1983 — Super Bowl XVII - Pasadena, Californie
- 1986 — Super Bowl XX - La Nouvelle-Orléans, Louisiane
- 1990-1992 — NFL American Bowl - Berlin, Allemagne
- 1994 — Super Bowl XXVIII - Atlanta, Géorgie
- 2002-2004 — NFL Pro Bowl - Honolulu, Hawaï
- 2004 — Super Bowl XXXVIII Houston, Texas
- 2005 — Super Bowl XXXIX - Jacksonville, Floride
- 2006 — Super Bowl XL - Détroit, Michigan

### Major League Baseball
MLB All-Star Week
- 1999 — Boston, Massachusetts
- 2000 — Atlanta, Géorgie
- 2001 — Seattle, Washington
- 2002 — Milwaukee, Wisconsin
- 2003 — Chicago, Illinois
- 2004 — Houston, Texas
- 2005 — Détroit, Michigan

### Football (Soccer) Évènements
- 1986 — FIFA/UNICEF World All Star Game - Los Angeles, Californie, États-Unis
- 1994 — FIFA World Cup - 9 US cities
- 1996 — Major League Soccer Inaugural Game - San José, Californie, États-Unis
- 1998 — FIFA World Cup - Toulouse, France
- 2002 — FIFA World Cup - Corée/Japon
- 2016 — UEFA Euro - Décines-Charpieu, France

### Autres événements
- 1986 — NBA All Star Game - Indianapolis, Indiana, États-Unis
- 1996 — Democratic National Convention - Chicago, États-Unis
- 1998 — NCAA Basketball Women's Final Four - Kansas City, Missouri, États-Unis
- 1999 — Rugby World Cup - Cardiff, Pays de Galles, UK
- 2002 — Modern Pentathlon World Championships - Stanford, Californie, États-Unis
- 2004 — The Main Street Event - Houston, Texas, États-Unis
- 2005 — US Women's Open Golf - Denver, Colorado, États-Unis
- 2005 — Daytona 500, Master Plan - Daytona, Floride, États-Unis